# Діксон (Каліфорнія)
Діксон (англ. Dixon) — місто (англ. city) в США, в окрузі Солано штату Каліфорнія. Населення — 18 988 осіб (2020).

## Географія
Діксон розташований за координатами 38°26′51″ пн. ш. 121°49′27″ зх. д. / 38.44750° пн. ш. 121.82417° зх. д. (38.447512, -121.824223).  За даними Бюро перепису населення США в 2010 році місто мало площу 18,37 км², з яких 18,12 км² — суходіл та 0,25 км² — водойми.

## Демографія
Згідно з переписом 2010 року, у місті мешкала 18 351 особа в 5856 домогосподарствах у складі 4679 родин. Густота населення становила 999 осіб/км².  Було 6172 помешкання (336/км²).
Расовий склад населення:
| - 71,0 % — білих - 3,7 % — азіатів - 3,1 % — чорних або афроамериканців - 1,0 % — корінних американців - 0,3 % — вихідців з тихоокеанських островів - 15,5 % — осіб інших рас |

До двох чи більше рас належало 5,5 %. Частка іспаномовних становила 40,5 % від усіх жителів.
За віковим діапазоном населення розподілялося таким чином: 29,1 % — особи молодші 18 років, 62,4 % — особи у віці 18—64 років, 8,5 % — особи у віці 65 років та старші. Медіана віку мешканця становила 33,3 року. На 100 осіб жіночої статі у місті припадало 97,8 чоловіків;  на 100 жінок у віці від 18 років та старших — 94,8 чоловіків також старших 18 років.
Середній дохід на одне домашнє господарство  становив 82 571 долар США (медіана — 72 188), а середній дохід на одну сім'ю — 85 151 долар (медіана — 75 162). Медіана доходів становила 55 746 доларів для чоловіків та 43 293 долари для жінок. За межею бідності перебувало 13,9 % осіб, у тому числі 23,8 % дітей у віці до 18 років та 1,7 % осіб у віці 65 років та старших.
Цивільне працевлаштоване населення становило 8916 осіб. Основні галузі зайнятості: освіта, охорона здоров'я та соціальна допомога — 23,4 %, роздрібна торгівля — 13,1 %, науковці, спеціалісти, менеджери — 10,7 %, виробництво — 10,1 %.